# Guerra ibrida
Una guerra ibrida (in inglese hybrid warfare) è una strategia militare che impiega e mescola elementi delle guerre convenzionali e delle guerre non convenzionali, come la guerra politica, la guerra economica, la guerra irregolare, la guerra psicologica e gli attacchi cibernetici con altri metodi di influenza, come fake news, diplomazia, guerre legali e interferenze nei processi elettorali. Combinando le operazioni cinetiche con gli sforzi sovversivi, all'interno di un impegno bellico informale e non dichiarato, l'aggressore intende evitare l'attribuzione di responsabilità e restare nel campo della negabilità plausibile.
Il concetto di guerra ibrida può descrivere la dinamica flessibile e complessa dei campi di battaglia, tradizionali e nuovi – come la rete e la mente –, che richiedono risposte altamente adattabili e resilienti. Il mondo accademico e le forze armate, a seconda del contesto e della cultura militare, tendono a utilizzare diversi termini per riferirsi a questo tipo di conflitto, che dunque gode di una pluralità di sinonimi, tra i quali guerra di quinta generazione, guerra non lineare, guerra non tradizionale, guerra senza limiti e influenzamento ibrido.

## Definizione
(Carl von Clausewitz)

### Caratteristiche
Non esiste una definizione universalmente accettata di guerra ibrida. Alcuni sostengono che il termine sia troppo astratto e che solo l'ultimo termine faccia riferimento a metodi irregolari per contrastare una forza convenzionalmente superiore. L'astrattezza del termine lo porta ad essere usato come termine ombrello per tutte le minacce non lineari.
Una guerra ibrida è una guerra con le seguenti caratteristiche:
- Un avversario atipico, complesso e fluido. Un avversario ibrido può essere statale o non statale. Per esempio, nella guerra del Libano e nella guerra civile siriana i principali avversari sono entità non statali all'interno del sistema statale. Questi attori non statali possono agire per conto di altri paesi, ma hanno anche programmi indipendenti. Per esempio, l'Iran è uno sponsor di Hezbollah, ma l'agenda risultata nel rapimento delle truppe israeliane che hanno portato alla guerra tra Israele e Hezbollah è di Hezbollah, non dell'Iran[11]. D'altro canto, il coinvolgimento della Russia in Ucraina può essere descritto come un tradizionale attore di stato che intraprende una guerra ibrida (oltre a utilizzare un proxy ibrido locale).
- Un avversario ibrido usa una combinazione di metodi convenzionali e irregolari. I metodi e le tattiche includono capacità convenzionali, tattiche irregolari, formazioni irregolari, diplomazia, politica, atti terroristici, violenza indiscriminata e attività criminali. Un avversario ibrido usa anche azioni clandestine per evitare l'attribuzione o la retribuzione. Questi metodi sono usati simultaneamente attraverso lo spettro del conflitto con una strategia unificata. Un attuale esempio sono le aspirazioni oltreconfine dello Stato Islamico, combinando tattiche, formazioni strutturate e uso crudele del terrore come parte del loro arsenale.[3][5][12]
- Un avversario ibrido è flessibile e si adatta velocemente. Ad esempio, la risposta dello Stato islamico alla campagna di bombardamento aereo degli Stati Uniti è stata quella di ridurre rapidamente l'uso di posti di blocco, convogli di grandi dimensioni e telefoni cellulari. I militanti dell'ISIS si disperdono anche tra la popolazione civile. Il danno collaterale civile causato dai raid aerei può essere utilizzato come un efficace strumento di reclutamento.[13]
- Un avversario ibrido usa sistemi di armi avanzati e altre tecnologie distruttive. Queste armi possono ora essere comprate a prezzi stracciati.[14][15] Inoltre, altre nuove tecnologie si stanno adattando al campo di battaglia come le reti cellulari. Nel 2006, Hezbollah era armato di armi ad alta tecnologia, come i missili guidati con precisione, usati tipicamente dagli stati-nazione. Le forze di Hezbollah hanno abbattuto elicotteri israeliani, gravemente danneggiato una nave di pattuglia con un missile da crociera e distrutto carri armati pesantemente corazzati sparando missili guidati da bunker nascosti. L'organizzazione ha anche utilizzato droni aerei per raccogliere informazioni, comunicare con telefoni cellulari crittografati e osservare i movimenti delle truppe israeliane con apparecchiature termiche per la visione notturna.
- Uso della comunicazione di massa per propaganda. La crescita delle reti di comunicazione di massa offre potenti strumenti di propaganda e di reclutamento. L'uso di siti web di notizie false è un elemento di guerra ibrida.[16][17]
- Una guerra ibrida si tiene su tre diversi campi di battaglia. il convenzionale campo di battaglia, la popolazione indigena della zona di conflitto e la comunità internazionale.[18]

### Altre definizioni
Il Capo di stato maggiore dell'Esercito degli Stati Uniti ha definito una minaccia ibrida nel 2008 come un avversario che incorpora "diverse e dinamiche combinazioni di capacità convenzionali, irregolari, terroristiche e criminali". Il comando delle forze armate degli Stati Uniti definisce una minaccia ibrida come "qualsiasi avversario che utilizza simultaneamente e in modo adattivo un mix su misura di convenzionale, irregolare, terrorismo e mezzi criminali o attività nello spazio di battaglia operativo. Piuttosto che una singola entità, una minaccia ibrida o sfidante potrebbe essere una combinazione di attori statali e non statali ". L'Esercito degli Stati Uniti ha definito una minaccia ibrida nel 2011 come "una diversa e dinamica combinazione di forze regolari, forze irregolari, elementi criminali o una combinazione di queste forze e di tutti gli elementi unificati per ottenere effetti benefici a vicenda". La NATO usa il termine per descrivere "avversari con la capacità di impiegare simultaneamente mezzi convenzionali e non convenzionali in modo adattivo nel perseguimento dei loro obiettivi". L'ex Capo di stato maggiore dell'Esercito degli Stati Uniti George W. Casey ha parlato di un nuovo tipo di guerra che diventerebbe sempre più comune nel futuro: "Un ibrido di guerra irregolare e guerra convenzionale". Secondo il Centro di eccellenza europeo per il contrasto delle minacce ibride, inaugurato nel 2017, "le minacce ibride sono dei metodi e delle attività mirate alle vulnerabilità dell'avversario" dove la "gamma di metodi e attività è ampia".

## Efficacia
Le forze armate tradizionali hanno difficoltà a rispondere alla guerra ibrida. Per organizzazioni di difesa collettiva come la NATO potrebbe essere difficile trovare un accordo sulla fonte del conflitto, rendendone difficile la risposta. Un articolo pubblicato sul Global Security Review intitolato What is Hybrid Warfare?, compara la nozione di guerra ibrida al concetto russo di guerra non lineare. Definisce la guerra non lineare come lo spiegamento di «forze militari convenzionali e irregolari in combinazione con assalti psicologici, economici, politici e cibernetici». L'articolo attribuisce parzialmente questa difficoltà alla tassonomia militare "rigida" o statica usata dalla NATO per definire il concetto stesso di guerra.  Inoltre, per contrastare una minaccia ibrida, il potere duro è spesso insufficiente. Spesso il conflitto si evolve sotto i radar e persino una risposta "rapida" risulta essere troppo tardiva. La forza schiacciante è un deterrente insufficiente. Molte forze armate tradizionali non hanno la flessibilità per spostare tattiche, priorità e obiettivi su una base costante.

## Storia
La combinazione di metodi convenzionali e irregolari non è nuova ed è stata usata nel corso della storia. Alcuni storici trovano le origini del concetto nelle campagne intraprese nell'antica Hispania dal capo iberico Virato o dal generale rinnegato Sertorio contro le forze della Repubblica romana nel II e III secolo a.C. rispettivamente. Elementi di guerra ibrida si ritrovano anche nel concetto di petite guerre, una sorta di ricognizione in vigore praticata dalle truppe leggere negli eserciti europei nei secoli XVII e XVIII. Alcuni esempi di questo tipo di combattimento si trovano nella rivoluzione americana (una combinazione dell'Esercito continentale di Washington con forze di milizia) e nelle guerre napoleoniche (soldati britannici cooperanti con guerriglieri spagnoli). Si possono anche trovare esempi di guerra ibrida in piccoli conflitti durante il diciannovesimo secolo. Ad esempio, tra il 1837 e il 1840 Rafael Carrera, un ribelle contadino e leader conservatore in Guatemala, intraprese una campagna militare di successo contro i liberali e il governo federale dell'America centrale utilizzando una strategia che combinava le tattiche di guerriglia classica con le operazioni convenzionali. L'approccio ibrido alla guerra di Carrera gli diede vantaggio sui suoi nemici numericamente superiori e meglio armati.
La fine della guerra fredda creò un sistema unipolare (con una preponderante potenza militare statunitense) e sebbene questo abbia mitigato i conflitti tradizionali, i conflitti regionali e le minacce che sfruttano le debolezze della struttura militare convenzionale stanno diventando più frequenti.
Altre novità sono la sofisticazione e la letalità degli attori non statali. Questi attori sono armati di armi tecnologicamente avanzate che ora sono disponibili a prezzi bassi. Allo stesso modo, le tecnologie commerciali come i telefoni cellulari e le reti digitali sono adattate al campo di battaglia. Un altro nuovo elemento è la capacità degli attori non statali di persistere all'interno del sistema moderno.

### Guerra del Libano del 2006
Uno degli esempi più spesso citati di una guerra ibrida è il conflitto tra Israele e Hezbollah del 2006. Hezbollah è un sofisticato attore non statale sponsorizzato dall'Iran. Mentre il gruppo spesso funge da proxy per l'Iran, esso ha una propria agenda. È stata la politica di Hezbollah, piuttosto che quella iraniana, che ha portato al rapimento delle truppe israeliane che è stato l'impulso per la guerra. La guerra ha visto la partecipazione di circa 3.000 combattenti di Hezbollah nella popolazione locale attaccati da circa 30.000 soldati regolari israeliani.
Il gruppo usò cellule decentralizzate composte da guerriglieri e truppe regolari armate che gli stati nazionali usano come missili anticarro, razzi, aeromobili a pilotaggio remoto armati e avanzati ordigni esplosivi improvvisati. Le celle di Hezbollah abbatterono gli elicotteri israeliani, danneggiarono i Merkava IV, comunicavano con telefoni cellulari crittografati e monitoravano i movimenti delle truppe israeliane con dispositivi di visione notturna e di imaging termico. Le forze Quds iraniane agirono come mentori e fornitori di sistemi avanzati.
Hezbollah sfruttò la comunicazione di massa distribuendo immediatamente foto e video sul campo di battaglia che dominavano la battaglia della percezione durante tutto il conflitto. Israele non perse la guerra sul campo di battaglia ma perse la battaglia di informazione in quanto la travolgente percezione al momento era della sconfitta israeliana.

### L'avanzata dell'ISIS in Iraq nel 2014
Lo Stato Islamico dell'Iraq e del Levante (ISIS) è un attore non statale che utilizza tattiche ibride contro l'esercito convenzionale iracheno. L'ISIS ha aspirazioni transizionali e usa tattiche irregolari, regolari e terrorismo. In risposta, lo stesso stato iracheno si è dedicato a tattiche ibride utilizzando attori non statali e internazionali per contrastare l'avanzata dell'ISIS. Gli Stati Uniti allo stesso modo sono un partecipante ibrido attraverso una combinazione di potenza aerea tradizionale, consiglieri delle truppe del governo iracheno, dei peshmerga e delle milizie settarie, e addestrando le forze di opposizione all'interno della Siria. La guerra ibrida tra Iraq e Siria è un conflitto con un gruppo interconnesso di attori statali e non statali che perseguono obiettivi sovrapposti e uno stato locale debole.

### Attività russe dagli anni 2010
La Russia ha iniziato a riesumare tattiche guerrafreddesche, come le misure attive, e a ricorrere a forze militari parastatali, come il Gruppo Wagner, a cavallo tra l'intervento nella guerra civile siriana e l'ingresso nella Rivoluzione ucraina del 2013-14. La combinazione di tattiche ibride e di compagini private ha permesso alla Russia di promuovere i suoi interessi nazionali nel mondo, in particolare in Africa, riuscendo a mantenere il proprio coinvolgimento defilato, talvolta quasi del tutto offuscato, in colpi di stato, guerre civili e sedizioni.
Parte del mondo accademico ritiene che sarebbero state proprio le guerre ibride della Russia, e più nello specifico l'intervento nella Rivoluzione ucraina del 2014, culminato nell'annessione della Crimea e nel sovvenziamento del secessionismo nel Donbas, a innescare una nuova guerra fredda. Il 18 marzo 2025 il noto Center for Strategic and International Studies (CSIS) ha pubblicato un rapporto sulla guerra ibrida che la Russia mena contro l'Occidente, in cui ha calcolato che il numero di attacchi russi in Europa è quasi triplicato tra il 2023 e il 2024, dopo essere quadruplicato tra il 2022 e il 2023. Il calcolo si riferisce sia agli attacchi pervenuti dalla Direzione generale per le informazioni militari, meglio conosciuta con l'acronimo GRU, che agli attacchi indiretti pervenuti da agenti reclutati esternamente. Il rapporto censisce che: "Circa il 27 percento degli attacchi è stato contro obiettivi di trasporto (come treni, veicoli e aerei), un altro 27 percento è stato contro obiettivi governativi (come basi militari e funzionari), il 21 percento è stato contro obiettivi infrastrutturali critici (come oleodotti, cavi in fibra ottica sottomarini e la rete elettrica) e il 21 percento è stato contro l'industria (come le aziende di difesa). Molti di questi obiettivi avevano legami con gli aiuti occidentali all'Ucraina, come le aziende che producono o spediscono armi e altri materiali all'Ucraina. La Russia ha anche utilizzato una varietà di armi e tattiche. Le più comuni (35 percento) hanno coinvolto esplosivi e incendiari. Altre armi e tattiche includevano strumenti contundenti o affilati (27 percento), come ancore utilizzate per tagliare i cavi in fibra ottica sottomarini; attacchi elettronici (15 percento); e la militarizzazione di immigrati clandestini (8 percento)."

#### Gli Stati Uniti sul coinvolgimento della Russia con i rifugiati del Medio Oriente
Il generale Philip Breedlove, in un'udienza al Senato degli Stati Uniti, nel febbraio 2016, ha affermato che la Russia sta usando i rifugiati per indebolire l'Europa, dirigendo l'afflusso di rifugiati nel continente per destabilizzare aree e regioni in termini di economia e creare disordini sociali. Il 10 febbraio 2016, il ministro della Difesa finlandese Jussi Niinistö ha riferito a una riunione dei ministri della Difesa della NATO che la Finlandia si aspetta che la Russia apra un secondo fronte, dove possono arrivare oltre 1 milione di migranti oltre il confine tra la Finlandia e la Russia. Una dichiarazione simile è stata fatta da Ilkka Kanerva, ex ministro degli esteri della Finlandia e ora presidente della Commissione parlamentare per la difesa del paese.